# Alyssa T
Alyssa T（アリーサ T、2011年 - ）は、ロシア・日本の子役/女優。日本人の父親とロシア人の母親を持つハーフタレント。外国人タレント事務所アクアモデル所属後、本名の田中アリサから芸名のアリッサZ、アリーサZに変更。別名はアリサ　タナカ、アリッサT。身長140cm。

## 略歴
外国人事務所フレームインからアクアモデルに移籍。外国人子役タレントとして幼少期から活躍しており、多くのバラエティ番組の再現ドラマに出演している。子役だが殺人事件の被害者を数多く演じており、初出演の奇跡体験!アンビリバボーでジョンベネ殺害事件のジョンベネ・ラムジーを演じ、後にワールド犯罪ミステリーでは第二のジョンベネ事件と言われたケイリー・アンソニー事件のケイリー・アンソニーを演じた。

## 人物
ロシア出身でロシア語から英語に日本語も話せるトリリンガルである。

## 出演

### バラエティ
- 奇跡体験!アンビリバボー-ジョンベネ・ラムジー役
- ザ!世界仰天ニュース-強盗に貯金箱を差し出した子供、マレーシア航空17便の乗客役
- 奇跡の生命スペシャル-アリビラ役
- ワールド極限ミステリー-ケイリー・アンソニー、ナターシャ・カンプッシュ10歳時（14歳時からはアリス・フレミングが演じる）、アレッサンドラ・グッチ(グッチ家長女)、タイタニック号編第4回のお菓子店の女の子役
- THE未科学ワールド-ビッグフットを目撃した少女役
- 世界一受けたい授業-『両手にトカレフ』ミア役

### モデル
- ゼクシィ-モデル
- 中村屋-ランドセルモデル